# Liste des députés de la préfecture de Gifu
Cette page liste les membres de la Chambre des représentants du Japon élus dans les circonscriptions de la préfecture de Gifu.

## 41elégislature(1996-2000)
Au cours de la 41e législature, les députés de la préfecture de Gifu furent les suivants :
| Circonscription | Député | Député             | Parti politique |
| --------------- | ------ | ------------------ | --------------- |
| 1re             |        | Seiko Noda         | PLD             |
| 2e              |        | Yasufumi Tanahashi | PLD             |
| 3e              |        | Kabun Mutō         | PLD             |
| 4e              |        | Takao Fujii (ja)   | PLD             |
| 5e              |        | Keiji Furuya (ja)  | PLD             |

## 42elégislature(2000-2003)
Au cours de la 42e législature, les députés de la préfecture de Gifu furent les suivants :
| Circonscription | Député | Député             | Parti politique |
| --------------- | ------ | ------------------ | --------------- |
| 1re             |        | Seiko Noda         | PLD             |
| 2e              |        | Yasufumi Tanahashi | PLD             |
| 3e              |        | Kabun Mutō         | PLD             |
| 4e              |        | Kazuyoshi Kaneko   | PLD             |
| 5e              |        | Keiji Furuya (ja)  | PLD             |

## 43elégislature(2003-2005)
Au cours de la 43e législature, les députés de la préfecture de Gifu furent les suivants :
| Circonscription | Député | Député             | Parti politiquee |
| --------------- | ------ | ------------------ | ---------------- |
| 1re             |        | Seiko Noda         | PLD              |
| 2e              |        | Yasufumi Tanahashi | PLD              |
| 3e              |        | Kabun Mutō         | PLD              |
| 4e              |        | Takao Fujii (ja)   | PLD              |
| 5e              |        | Keiji Furuya (ja)  | PLD              |

## 44elégislature(2005-2009)
Au cours de la 44e législature, les députés de la préfecture de Gifu furent les suivants :
| Circonscription | Député | Député             | Parti politique |
| --------------- | ------ | ------------------ | --------------- |
| 1re             |        | Seiko Noda         | SE              |
| 2e              |        | Yasufumi Tanahashi | PLD             |
| 3e              |        | Yōji Mutō (ja)     | PLD             |
| 4e              |        | Kazuyoshi Kaneko   | PLD             |
| 5e              |        | Keiji Furuya (ja)  | SE              |

## 45elégislature(2009-2012)
Au cours de la 45e législature, les députés de la préfecture de Gifu furent les suivants :
| Circonscription | Député | Député                  | Parti politique |
| --------------- | ------ | ----------------------- | --------------- |
| 1re             |        | Masanao Shibahashi (ja) | PDJ             |
| 2e              |        | Yasufumi Tanahashi      | PLD             |
| 3e              |        | Yasuhiro Sonoda (ja)    | PDJ             |
| 4e              |        | Kazuyoshi Kaneko        | PLD             |
| 5e              |        | Yoshinobu Achiha (ja)   | PDJ             |

## 46elégislature(2012-2014)
Au cours de la 46e législature, les députés de la préfecture de Gifu furent les suivants :
| Circonscription | Député | Député             | Parti politique |
| --------------- | ------ | ------------------ | --------------- |
| 1re             |        | Seiko Noda         | PLD             |
| 2e              |        | Yasufumi Tanahashi | PLD             |
| 3e              |        | Yōji Mutō (ja)     | PLD             |
| 4e              |        | Kazuyoshi Kaneko   | PLD             |
| 5e              |        | Keiji Furuya (ja)  | PLD             |

## 47elégislature(2014-2017)
Au cours de la 47e législature, les députés de la préfecture de Gifu furent les suivants :
| Circonscription | Député | Député             | Parti politique |
| --------------- | ------ | ------------------ | --------------- |
| 1re             |        | Seiko Noda         | PLD             |
| 2e              |        | Yasufumi Tanahashi | PLD             |
| 3e              |        | Yōji Mutō (ja)     | PLD             |
| 4e              |        | Kazuyoshi Kaneko   | PLD             |
| 5e              |        | Keiji Furuya (ja)  | PLD             |

## 48elégislature(2017-2021)
Au cours de la 48e législature, les députés de la préfecture de Gifu furent les suivants :
| Circonscription | Député | Député              | Parti politique |
| --------------- | ------ | ------------------- | --------------- |
| 1re             |        | Seiko Noda          | PLD             |
| 2e              |        | Yasufumi Tanahashi  | PLD             |
| 3e              |        | Yōji Mutō (ja)      | PLD             |
| 4e              |        | Shunpei Kaneko (ja) | PLD             |
| 5e              |        | Keiji Furuya (ja)   | PLD             |

## 49elégislature(2021-2024)
Au cours de la 49e législature, les députés de la préfecture de Gifu furent les suivants :
| Circonscription | Député | Député              | Parti politique |
| --------------- | ------ | ------------------- | --------------- |
| 1re             |        | Seiko Noda          | PLD             |
| 2e              |        | Yasufumi Tanahashi  | PLD             |
| 3e              |        | Yōji Mutō (ja)      | PLD             |
| 4e              |        | Shunpei Kaneko (ja) | PLD             |
| 5e              |        | Keiji Furuya (ja)   | PLD             |

## 50elégislature(depuis 2024)
Au cours de la 50e législature, les députés de la préfecture de Gifu sont les suivants :
| Circonscription | Député | Député             | Parti politique |
| --------------- | ------ | ------------------ | --------------- |
| 1re             |        | Seiko Noda         | PLD             |
| 2e              |        | Yasufumi Tanahashi | PLD             |
| 3e              |        | Yōji Mutō (ja)     | PLD             |
| 4e              |        | Masato Imai (ja)   | PDC             |
| 5e              |        | Keiji Furuya (ja)  | PLD             |